# Farmacia de guardia
Farmacia de guardia és una sèrie que es va emetre a Espanya els anys 90 ambientada en el dia a dia d'una farmàcia. Estava protagonitzada principalment per Concha Cuetos que interpretava a Lourdes Cano una farmacèutica separada, Carlos Larrañaga Adolfo Segura, l'ex marit d'aquesta i dos fills de l'ex parella: Kike (Miguel Ángel Garzón) el gran i Guiller (Julián González).
Farmacia de Guardia s'emetia els dijous a la nit després de l'informatiu de les 21:00 hores.

## En dades i dates
La sèrie va ser la primera de producció pròpia de la cadena televisiva Antena 3 i estava dirigida per Antonio Mercero.
El 28 de desembre de 1995 es va emetre l'últim episodi, de 50 minuts de durada, que va assolir el 62,8% de quota de pantalla amb 11.527.000 espectadors de mitjana, i amb un pic d'audiència en el minut en què Lourdes i Adolfo es casaven en els somnis de Fanny, que ho van veure 13.850.000 espectadors, convertint-se en el programa més vist de la televisió a Espanya i la sèrie més vista des de l'arribada de les privades en 1990 fins a la final d'Operación Triunfo en 2002.
El dia 4 de gener de 2006 com homenatge als 10 anys del fi de la sèrie, es va emetre un especial que incloïa el capítol 169 i un anunci promocional de la sèrie que va assolir a les 00.45 de la matinada 1.359.000 espectadors i un 25,6% de quota, superant a Los Serrano de Telecinco (18,7%), Ruffus & Navarro de La Primera de TVE (12,6%) i Noche Hache de Cuatro (10%).
En Novembre de 2009 Antena 3 anuncia que "Farmacia de Guardia" torna a la televisió, amb el mateix plató i el mateix repart d'actors de llavors, només que convertida aquesta vegada en format telefilm, i dirigit en aquesta ocasió per Miguel Estudillo. La pel·lícula serà un dels plats forts que oferirà Antena 3 per commemorar el 20 aniversari de la cadena de televisió.

## Argument
L'eix principal de la família és la farmacèutica Lourdes Cano. Té tres fills: Isabel, Guille i Kike; i un ex marit que és tot un conqueridor. Tots aquests personatges pràcticament fan vida a la rebotiga.
Aquesta són els protagonistes principals, però hi apareix tota la gent del barri de Madrid on es troba la farmàcia: una parella de la policia, les noies del club d'altern del final del carrer ("La gata con botas"), els amics de Guille i Kike, l'auxiliar de la farmàcia, el personal del bar de davant, els clients habituals de la farmàcia... A tots els uneix una estreta relació quasi familiar.

### Trama principal
Malgrat que Adolfo Segura i Lourdes Cano estan separats hi ha alguna cosa entre ells que fa que la situació no sigui relaxada cada vegada que estan al costat. Al llarg de les quatre temporades un i un altre apareixen amb diverses parelles però des del principi es nota que no és això el que busquen, el que realment volen és compartir la família que fins llavors havien tingut.

### Trames secundàries
Hi ha diverses històries secundàries que es desenvolupen durant tots els capítols:
- Quique i la seva xicota María; junt amb els amics d'ambdós.
- Els amics de Guille i les seves primeres "amigues íntimes".
- Els romanç del cambrer Chencho amb les diferents auxiliars de farmàcia.
- La incompatibilitat de la parella de policies.
- La història de Fanny, una nena a la que la seva mare abandona i adopta la farmacèutica.
- Les històries de "La gata amb botes", el club d'alterni del barri.

## Personatges

### Principals
- Lourdes Cano (Concha Cuetos): Farmacèutica, propietària de la farmàcia. Separada d'Adolfo, té tres fills: Isabel, Kike i Guille.
- Adolfo Segura (Carlos Larrañaga): Exmarit de Lourdes Cano, amb la qual manté una bona relació malgrat els embolics en els quals posa contínuament la farmacèutica. És addicte al joc i faldiller, però també un bon pare.
- Guillermo "Guille" Segura Cano (Julián Gonzalez): Fill petit de Lourdes i Adolfo. És un nen simpàtic i molt entremaliat. La seva primera xicota va ser Estrellita, i els seus amics i companys d'aventures, Pinya i Marmota.
- Enrique "Kike" Segura Cano (Miguel Ángel Garzón): Fill major de Lourdes i Adolfo. Estudia biologia, ja que li encatan els animals i sempre porta bestioles a la farmàcia i es preocupa per les causes ecologistes. Va tenir una llarga relació amb María.
- Don Enrique Cano (José Soriano): Padre de Lourdes i amo de la Farmàcia. Vidu fa anys, col·lecciona lligues, especialment dones estrangeres. Apareix només durant la primera temporada, al principi de la següent es diu que se n'ha anat a la Pampa argentina amb la seva nova xicota.
- Pili (Maruchi León): Primera auxiliar de la farmàcia, fins que marxa a Austràlia a casar-se amb el seu xicot Adolfo Ponce. Era una noia molt ingènua que es feia estimar.
- Reyes "Cuin" (Àfrica Gozalbes): Segona auxiliar de la farmàcia, que va arribar al lloc per casualitat quan acudia a un càsting de cantants que havien organitzat Kike i un amic per al seu grup de rock. Andalusa i de caràcter molt alegre, va fer molt bones molles amb tota la família. Va tenir una relació amb Chencho.
- Sandra (Emma Ozores): Noia de La gata amb botes (local d'altern) i posteriorment auxiliar de farmàcia en l'última temporada. Va tenir un xicot marroquí durant gran part de la sèrie, encara que al final va acabar amb Chencho.
- Fani (Alicia Rozas): Nena que adopta la família, sense saber aquesta que la seva mare és una estafadora i que és a la presó.
- Doña Paquita (Esperança Grases): Clienta assídua de la farmàcia, viu amb el seu gat Alejandro II i en l'última temporada es casa. Solia acudir a la farmàcia en companyia de la seva amiga Senyora Consuelito.
- María (María Adánez): Xicota de Kike durant gairebé tota la sèrie, fins a l'última temporada.
- Sargento Romerales (Cesari Estébanez): Policia que usualment patrulla a la zona de la farmàcia.
- María de l'Encarnació (María Garralón): Policia, companya de patrulla de Romerales.
- Isabel Segura Cano (Eva Isanta): Filla de Lourdes i Adolfo, que viu a les Canàries. Està casada amb Marcelo i té una filla, Yaiza.
- "El Piña" (Miguel Ángel Valcárcel): Un dels millors amics de Guille.
- "Marmota"(Iñaki Vallejo): Un altre dels millors amics de Guille.
- Carlos (Álvaro de Lluna): Professor de Guille i xicot de Lourdes durant un temps. La seva relació despertava la gelosia d'Adolfo, que el sobrenomenava "Calvorota".
- Chencho (Ángel Bru): Al principi de la sèrie és el xicot de Pili, i temporades després reapareix i treballa de cambrer del bar de davant. Surt amb Reyes i després amb Sandra.
- Catalina (Àngels Macua): Amiga de Lourdes, vident que fingeix ser de l'Argentina.
- Begoña (Mercès Alonso): Amiga de Lourdes. Divorciada i addicta a les compres.

### Secundaris
- Consuelito (Diana Salcedo): Clienta de la farmàcia. Sol anar amb la Senyora Paquita.
- Doña Rosa (María Luisa ponte): Clienta de la farmàcia. Sempre va amb el seu marit Ricardo i és molt conservadora.
- Ricardo (Luis Ciges): Client de la farmàcia, marit de la Senyora Rosa, la qual el té dominat.
- José María: (José María Caffarel): Client de la farmàcia, un punt rondinaire i cascarrabias.
- Mariquilla: (Amparo Moreno): Clienta de la farmàcia obsessionada amb el seu excés de pes. Està contínuament fent "dietes miracle" i acudeix a la farmàcia per veure els resultats.
- Amparo (Amparo Valle): Clienta de la farmàcia, alguna cosa xafardera i maniàtica.
- Posidio (Luis Cuenca): Indigent del barri que freqüenta la farmàcia. És alcohòlic.
- Leocadio(Pepe Segura): Client de la farmàcia, invident i venedor de cupons.
- Estrellita (Virgínia Chávarri): Xicota de Guille durant gairebé tota la sèrie, fins a la temporada final.
- Marcelo (Caco Senante): Marit d'Isabel, ginecòleg de professió i d'origen canari.
- Cándida (Teresa Cortés): Propietària del Barlovento, la cafeteria que obren davant de la farmàcia en les últimes temporades.
- Óptimo (Germán Montaner): Marit de Càndida, amo també del Barlovento.
- (Juana Be): Clienta de la farmàcia, d'aspecte descurat i sempre va acompanyada de molts gossos.
- Altres sencundaris habituals: Resu Morales, Ángela Capilla, Mercès Aguirre, Jesús Guzmán, Luisa Fernanda Gaona, Colom Cela, Silvia Casanova, Concha del Val (clients); Juan Matute, Mariano Llorente, Paco Racionero (carters)

### Estrelles convidades
| - Fernando Acaso - Emilio Aragón - Karmele Aranburu - Fátima Baeza - Amparo Baró - Consuelo Berlanga - Alicia Borrachero - Jorge Cadaval - Roberto Cairo - José Carabias | - Manolo Caro - Beatriz Carvajal - Amparo Climent - Joaquín Climent - Alberto Closas - Manolo Codeso - Regina Do Santos - Marta Fernández Muro - Antonio Ferrandis - Lola Flores | - Lolita Flores - Antonio Gamero - José Luis Garci - Saturnino García - Ana García Obregón - Agustín González - Vicente Haro - Jesús Hermida - Nieves Herrero - Déborah Izaguirre | - Ramón Langa - Sílvia Marsó - Javier Martín - Rosa María Mateo - Nuria Mencía - Mercedes Milá - Guillermo Montesinos - Pepe Navarro - Pepón Nieto - Guillermo Ortega | - Sergio Pazos - Pedro Peña - María Pujalte - María Rey - Marta Robles - Pedro Ruiz - Fernando Romay - Pepe Rubianes - José Sacristán - Pepín Salvador | - Pedro Mari Sánchez - Irma Soriano - Rosa Valenty - Víctor Valverde - Luis Varela - Pepe Viyuela - Olga Viza - Belinda Washington - Leonor Watling - Tomás Zori |

## Premis
- Fotogramas de Plata.
  - 1993
    - Premi a la millor actriu de televisió per a Concha Cuetos.
    - Nominació en la mateixa categoria per a María Luisa ponte.
    - Nominació al millor actor de televisió per a Carlos Larrañaga.
- Premios Ones:
  - 1992
    - Millor sèrie nacional.
- Premios de la Unió d'Actors:
  - 1993
    - Nominació a la categoria de millor actriu principal de televisió (Concha Cuetos)
    - Nominació a la categoria de millor actriu secundària de televisió (Maruchi León)
    - Nominació a la categoria de millor actor secundari de televisió (Cesari Estébanez)

  - 1994
    - Premis al millor actor secundari de televisió (Cesari Estébanez)

  - 1995
    - Nominació en la cateogría de millor actriu principal de televisió (Concha Cuetos)
- Premis TP d'Or:
  - 1992
    - Premi a la millor sèrie nacional.
    - Premi a la millor actriu principal (Concha Cuetos)
    - Nominació al millor actor principal (Carlos Larrañaga)

  - 1993
    - Premi a la millor sèrie nacional.
    - Premi a la millor actriu principal (Concha Cuetos)
    - Premi al millor actor principal (Carlos Larrañaga)

  - 1994
    - Premi a la millor sèrie nacional.
    - Premi a la millor actriu principal (Concha Cuetos)
    - Nominació al millor actor principal (Carlos Larrañaga)

  - 1995
    - Premi a la millor sèrie nacional.
    - Premi al millor actor principal (Carlos Larrañaga)
    - Nominació a la millor actriu principal (Concha Cuetos)

  - 1996
    - Nominació a la millor sèrie nacional.
    - Nominació al millor actor principal (Carlos Larrañaga)
    - Nominació a la millor actriu principal (Concha Cuetos)
- Premi ADIRCAE
  - 1993
    - Millor sèrie de televisió.

## Episodis

### Temporada 1 (1991-1992)
1. Farmacia de Guardia
2. El señor pato
3. El monopatín
4. Mi amiga la bruja
5. Parejas De Dos
6. La Novia Del Abuelo
7. Fórmula Magistral
8. La Lotería De La Suerte
9. Una Noche Agitada
10. El Maletín
11. Un Novio Formal
12. Final De Etapa
13. Se Busca A Papa Noel
14. ¡Feliz Ano Nuevo, Puñetas!
15. El Día De La Madre
16. El Último mamífero
17. Con Un Sorbito De Champagne
18. Las Camisetas
19. El Mono Sin Pelo
20. Moras Y Cristianas
21. ¿ No es verdad ángel de amor…?
22. Elixir De Larga Vida
23. El Mono Con Pelo
24. Enseñar Al Que No Sabe
25. Pelirrojas Y Coprolitos
26. El Señor De La Limpieza
27. Ponga Un Adolfo En Su Vida
28. ¿ Dónde Vas Adolfo Ponce?
29. Pim Pam, Punk
30. Cartas De Amor De Conocidos
31. I Love, You Love, He Loves
32. Cómo Gustar A Las Chicas
33. La Crisis Del Golfo
34. La Sorpresa
35. Nuevas Sorpresas
36. La Llama Ardiente Del Amor
37. Diazepan, Amor Y Celos
38. ¡Vaya Petardo!
39. Música Mientras Trabaja
40. Con La Ayuda Del Cielo
41. Una Aventura Al Ano No Hace Daño
42. Clavelitos
43. Amiga Por Correspondencia
44. Las novias autonómicas
45. De Pelo En Pecho
46. El Cilindrón
47. Alegría quasi general
48. Cuarto Y Mitad De Chuletas
49. Hijos Putativos
50. Problema Pendiente
51. Los Inocentes
52. Tres Trescientos

### Temporada 2 (1992-1993)
1. La flor de las mancebas
2. A la vejez, viruelas
3. El pelotazo
4. Una familia ejemplar
5. Esta noche es nochebuena
6. Feliz entrada y salida
7. Buscando chica desesperadamente
8. Para los amigos, Cuin
9. Números calientes
10. Tus amigos no te olvidan
11. Doble o nada
12. Vivan las novias
13. Mucho morro y pocas nueces
14. Besos y patatas fritas
15. Fuera de la ley
16. Almas gemelas
17. Si te he visto, no me acuerdo
18. El nuevo fichaje
19. Un paquete inesperado
20. Carnaval, carnaval
21. Te amaré hasta que me harte
22. El beso de la muerte
23. Mariló de Cádiz
24. El Rey del pájaro frito

### Temporada 3 (1993-1994)
1. Los visitantes
2. La partida de mus
3. ¿Qué le pasa, doctor?
4. Campanas de boda
5. Chupi calabaza
6. Los rivales
7. No rompas esta cadena
8. El regalo
9. El mejor amigo
10. El caso de la mano negra
11. Tsu-yen paté
12. Para adentro, Romerales
13. Instruir deleitando
14. ¿Cuándo nos casamos, Reyes?
15. Como una sílfide
16. Cara o cruz
17. Sor Aleluya
18. Bombonas de Nochevieja
19. Al Rey Melchor le duelen las muelas
20. Con las manos en la caja
21. Elemental querido Guiller
22. La próstata con perdón
23. Amor a la carta
24. Limpia, fija y da esplendor
25. Reality show
26. Operación Carapedo
27. Empieza el espectáculo
28. Padre no hay más que uno
29. Hogar dulce hogar
30. El Barlovento
31. Postales para Fani
32. Todo es un circo
33. La venganza de Carapedo
34. El apagón
35. No sufras Capullo
36. Un momento de debilidad
37. Marmota se enamora
38. Huyendo de la quema
39. El examen de Kike
40. La samba del tronco
41. Un hombre bastante invisible

### Temporada 4 (1994-1995)
1. Secreto de familia
2. El amor es un ring
3. Mis dos novios
4. El negro de la trompeta de oro
5. Poesías en la farmacia
6. Zafarrancho de combate
7. El forúnculo
8. Para ser conductor de primera
9. Con un par
10. El invitado silencioso
11. Defensa personal
12. Malos tiempos para la lírica
13. El autómata
14. Felices Pascuas, Licenciada Cano
15. Pavo con castañas
16. ¿Qué has pedido a los Reyes Magos?
17. Un negocio muy perro
18. El adminículo
19. No se lo digas a nadie
20. Los principiantes
21. No te bebas la vida
22. Las apariencias engañan
23. Aquí hay vampiros
24. Un problema de la leche
25. Los impolutos
26. La huelga de Fani
27. Número equivocado
28. Carita de ángel
29. Con la música a otra parte
30. Fifty-fifty
31. Vas a ser padre, Chencho
32. Flor o fusil
33. Madre no hay más que una
34. El tupé ilustrado
35. El as de bastos
36. Viaje a Ibiza para dos
37. La boda de Adolfo
38. Ni contigo ni sin tí
39. Sublime indecisión

### Temporada 5 (1995)
1. Una gata en la farmacia
2. Fani vuelve a casa
3. Dos hombres solos
4. Se dan clases particulares
5. Una mejor que dos
6. A mí no me puede tocar
7. Y comieron perdices
8. Lo tuyo es el teatro
9. Salvación total
10. Cero negativo
11. El síndrome de Peter Pan
12. Los dos patitos y la niña bonita
13. La voz de la noche

## Curiositats
- Concha Cuetos (Lourdes) i Carlos Larrañaga (Adolfo) ja havien fet de matrimoni separat a Verano Azul. Ambdues, amb Antonio Mercero.
- Julián González (Guille) i María Garralón (María de la Encarnación) van tornar a coincidir en Menudo es mi padre i Compañeros. En Menudo es mi padre estaria també Cesáreo Estébanez.
- María Luisa ponte (Doña Rosa) i Esperanza Grases (Doña Paquita) van morir abans que finalitzés la sèrie.
- Leonor Watling apareix en un capítol com a extra, formant part del grup d'amics de Kike.
- En l'últim episodi va aparèixer Emilio Aragón interpretant Nacho Martín, el seu personatge de Médico de familia. En aquesta mateixa sèrie, setmanes abans havien esmentat la farmàcia de Lourdes Cano.
- Diversos mitjans de comunicació van fer enquestes perquè el públic votés el final de la sèrie. Havien previst més d'un final, però al final només en van gravar un.